# Knoxville (Tennessee)
Knoxville is een stad in de Amerikaanse staat Tennessee en telt 183.270 inwoners. Het is hiermee de 117e stad in de Verenigde Staten (2011). De oppervlakte bedraagt 240,0 km², waarmee het de 75e stad is.

## Demografie
Van de bevolking is 14,4% ouder dan 65 jaar en bestaat voor 38,3% uit eenpersoonshuishoudens. De werkloosheid bedraagt 3% (cijfers volkstelling 2000).
Ongeveer 1,6% van de bevolking van Knoxville bestaat uit hispanics en latino's, 16,2% is van Afrikaanse oorsprong en 1,5% van Aziatische oorsprong.
Het aantal inwoners steeg van 173.890 in 2000 naar 183.270 in 2013.

## Klimaat
In januari is de gemiddelde temperatuur 2,2 °C, in juli is dat 24,8 °C. Jaarlijks valt er gemiddeld 1197,4 mm neerslag (gegevens op basis van de meetperiode 1961-1990).

## Trivia
De wereldtentoonstelling van 1982 was in Knoxville.

## Plaatsen in de nabije omgeving
De onderstaande figuur toont nabijgelegen plaatsen in een straal van 20 km rond Knoxville.

## Partnersteden
- Chełm (Polen)

## Bekende inwoners van Knoxville

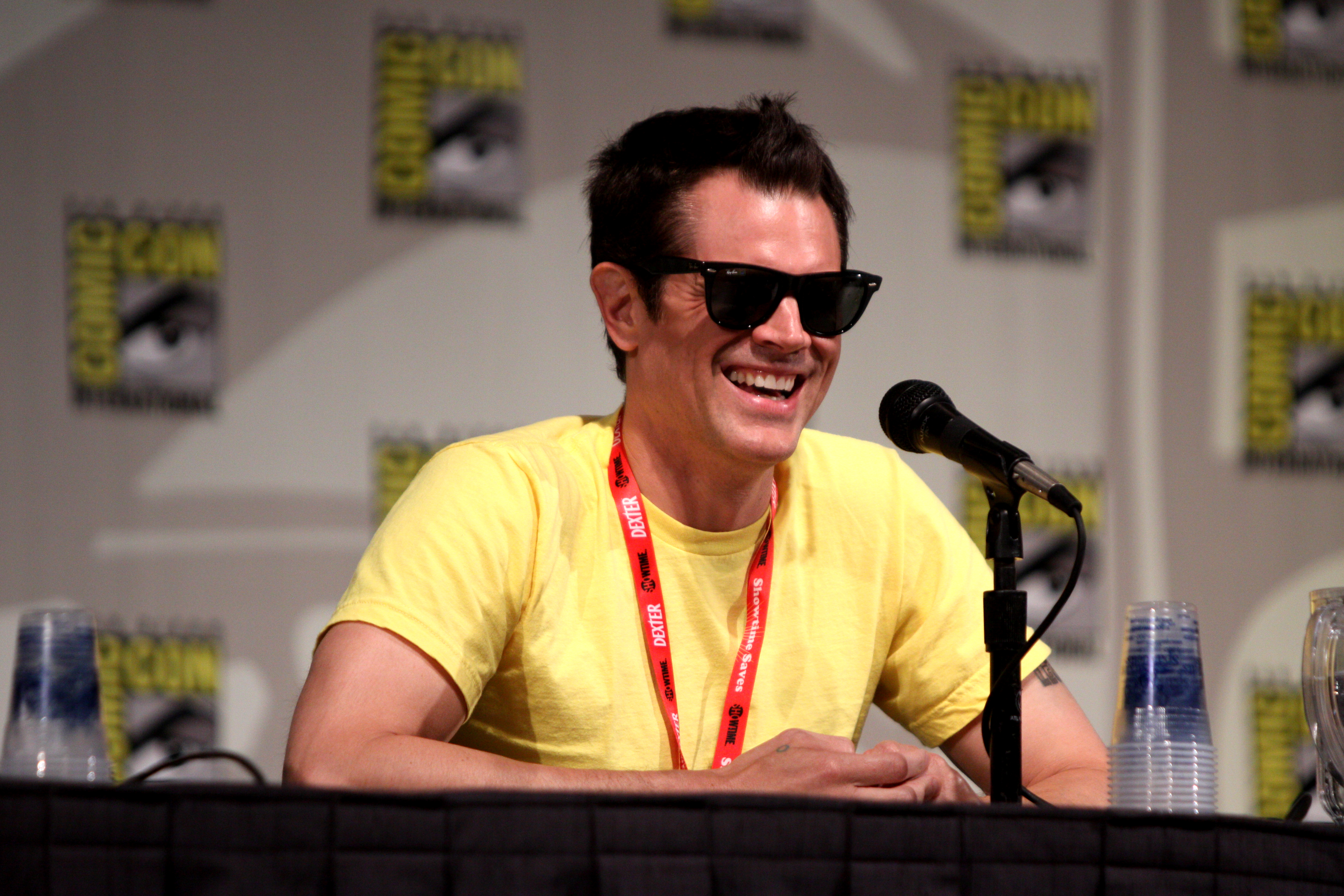
Johnny Knoxville (1971)

### Geboren
- John Cullum (1930), acteur, filmregisseur en scenarioschrijver
- Polly Bergen (1930-2014), actrice
- Nikki Giovanni (1943-2024), dichter, schrijver, commentator en activist
- David Keith (1954), acteur, filmregisseur en filmproducent
- Bill Haslam (1958), gouverneur van Tennessee (2011-2019)
- Dale Dickey (1961), actrice
- Quentin Tarantino (1963), filmregisseur, acteur en scenarioschrijver
- Johnny Knoxville (1971), acteur en stuntman
- Alan Gratz (1972), schrijver
- Christina Hendricks (1975), actrice
- Randy Orton (1980), worstelaar
- Ashley Monroe (1986), countryzangeres
- Brad Renfro (1982-2008), filmacteur
- Davis Tarwater (1984), zwemmer
- Aaron Schoenfeld (1990), Amerikaans-Israëlisch voormalig voetballer
- Adam Henley (1994), Welsh voetballer
- Cailee Spaeny (1998), actrice